# Aerostar
Aerostar SA est un constructeur aéronautique basé à Bacău, en Roumanie.

## Histoire

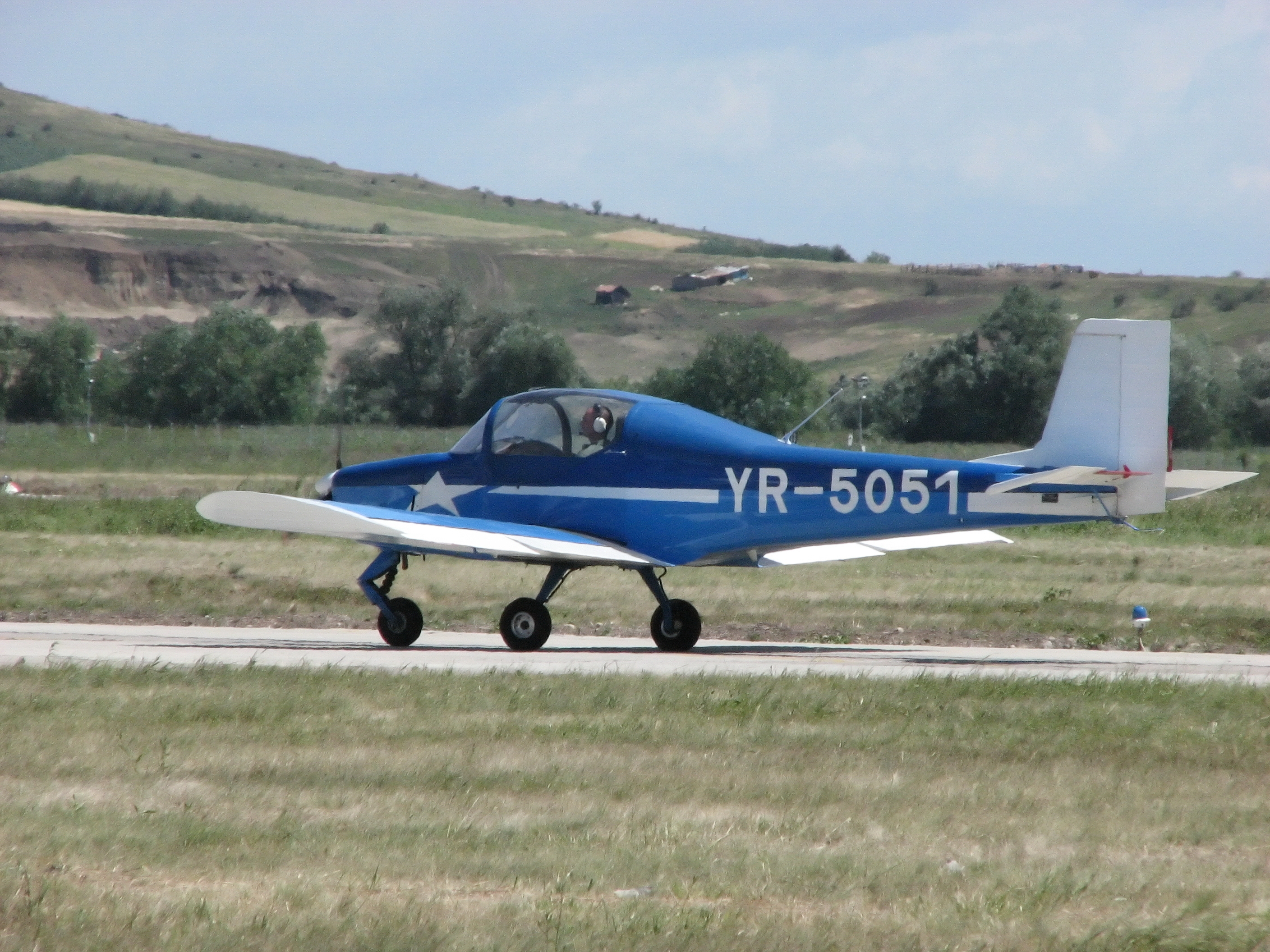
Festival Aerostar

Créée en 1953, la société Aerostar a eu de nombreux noms différents avant l'actuel : URA puis IRAv, I.Av. et enfin Aerostar. Son ministère ou organisme de tutelle a aussi souvent varié, que ce soit le ministère des Forces armées, le quartier général de la défense aérienne, de la direction générale industrielle de l'armée, le ministère de la construction de machines dans le cadre du département central de la mécanique de précision et de l'industrie aéronautique, le groupe aéronautique de Bucarest ou le Centre de l'industrie aéronautique roumaine.

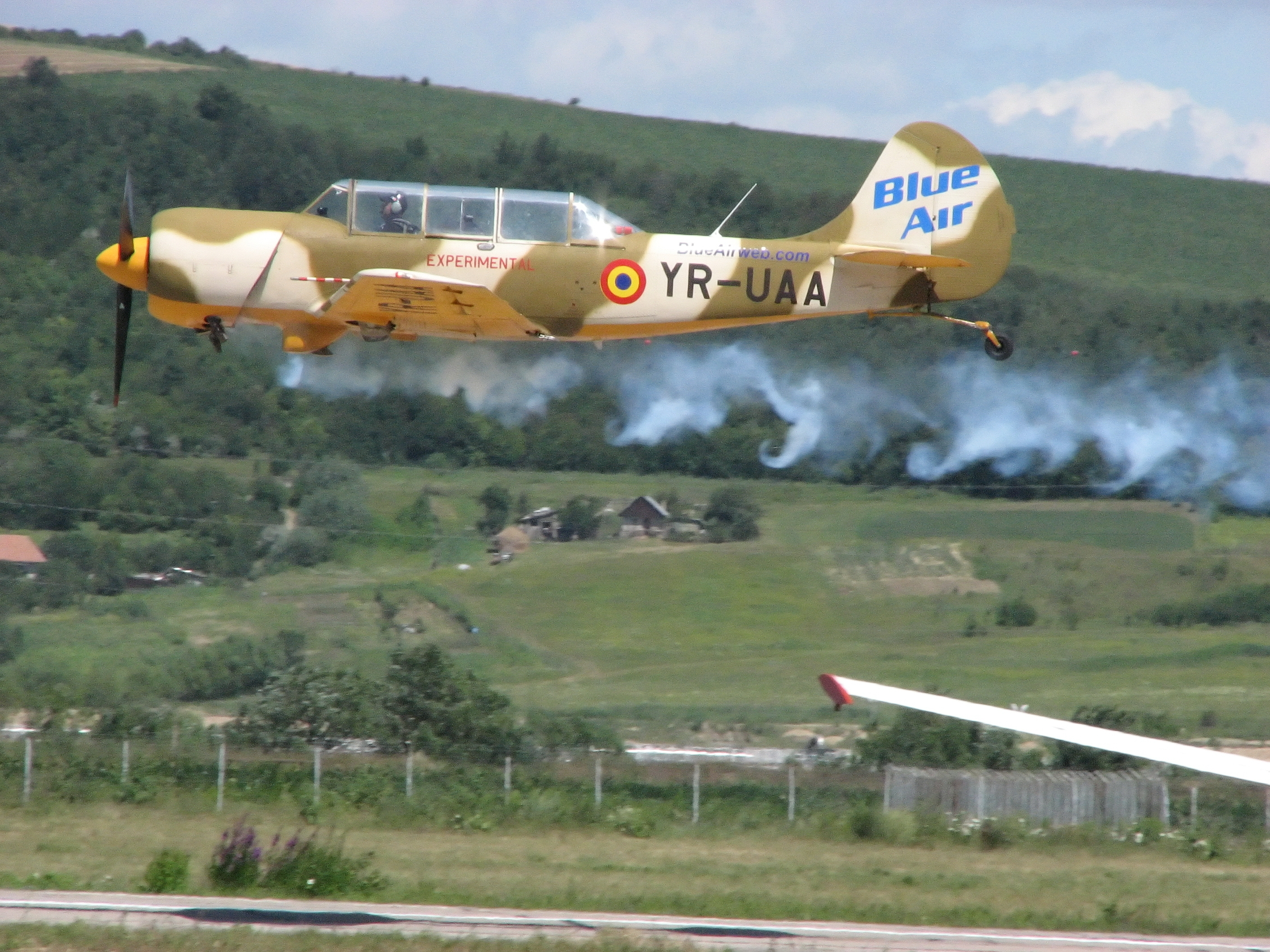
Un avion d'entraînement Iak-52TW construit par Aerostar.

Aerostar fut un fournisseur majeur de services de maintenance, de réparation et de révision (MRO) pour tous les types d'avions utilisés par l'armée roumaine. La société a également développé le bimoteur IAR-93, avion tactique d'attaque au sol et de reconnaissance, qui était le premier avion de combat produit en Roumanie après la fin de la Seconde Guerre mondiale. La société a produit plus de 1 800 avions d'entraînement Yak-520 ; il a été fabriqué en Roumanie en trois versions : Iak-52, Iak-52W et Iak-52TW,. Aerostar a développé sa propre gamme d'avions civils légers pour la voltige et l'aviation sportive, comme l'avion de sport léger Festival.
Au cours des années 1990 et 2000, Aerostar développa des programmes de mise à niveau du MiG-21 (MiG-21 LanceR) et du MiG-29 en coopération avec le spécialiste israélien de l'électronique de défense Elbit Systems,. La société a mis en œuvre ces mises à niveau pour produire la flotte de MiG-21 LanceR de l'armée de l'air roumaine à partir de son inventaire existant de chasseurs MiG-21 et MiG-21 bis. Aerostar a également fourni des MiG-21 améliorés de manière similaire pour l'exportation : l'armée de l'air du Mozambique en fut pourvue,. Cependant, la mise à niveau du MiG-29 SNIPER n'a jamais pu évoluer restant uniquement un banc d'essais car l'armée a choisi de concentrer ses ressources limitées sur le MiG-21,. À peu près à la même époque, un programme de modernisation a également été mené sur les avions d'entraînement Iak-52W et Iak-52TW. Aerostar a également participé au programme de modernisation du LAROM, qui a amélioré les 40 lance-roquettes multiples APRA 122 FMC appartenant à l'armée roumaine,.
Au cours des années 1990 et 2000, elle s'est engagée dans de nombreux projets internationaux en partenariat avec diverses autres sociétés aérospatiales dont Elbit Systems, Thales Group (Thomson-CSF), EADS (DaimlerChrysler Aerospace) et Textron Marine & Land Systems,,. À différentes occasions, la direction d'Aerostar a déclaré que ces partenariats étaient un élément délibéré de la stratégie à long terme de l'entreprise,. Un secteur majeur de travail pour l'entreprise a été le secteur des aérostructures. Tout au long des années 2010, Aerostar a continué de restructurer ses opérations à la recherche de clients internationaux, dans l'intention de réduire le niveau de dépendance vis-à-vis des clients nationaux tels que l'armée roumaine.
Dans les années 1990, le gouvernement roumain lança un programme de privatisations et Aerostar fit partie des candidats proposés. Selon le périodique Flight International, le conglomérat aérospatial allemand DASA, se serait intéressé à l'acquisition de la société. En février 2000, 69,99 % des parts de l'entreprise devait être acquise par un consortium privé composé de dirigeants et d'employés d'Aerostar (PAS) et de l'IAROM tandis que le gouvernement conserverait un participation de blocage avec possibilité de veto aux décisions qui auraient un impact sérieux sur les capacités de défense de l'entreprise,. La même année, Aerostar fut restructurée en une société à responsabilité limitée, apparemment à des fins fiscales ainsi que pour accroître son attrait auprès des investisseurs potentiels, qui étaient activement recherchés pour financer les plans d'expansion de la société.
Au milieu des années 2000, Aerostar a été mandaté pour produire des cellules de paramoteurs Southern Condor de la société américaine Southern Powered Parachutes pour le marché nord-américain. À la fin des années 2000, la société a commencé à fabriquer une nouvelle gamme de drones avec l'assistance israélienne ; de multiples accords ont été conclus avec des militaires étrangers pour les drones construits par Aerostar,. En 2011, l'entreprise a bénéficié d'un accord entre Elbit et l'armée de l'air roumaine pour moderniser la flotte d'avions cargo Lockheed C-130 Hercules roumains.
Ces dernières décennies, Aerostar a cherché à fournir ses services MRO à divers opérateurs commerciaux et internationaux ; depuis 2003, l'entretien et la maintenance lourde des Boeing 737 civils en font partie. En 2012, pour augmenter ses capacités, un nouveau hangar a été achevé dans l'usine de Bacău. En mai 2015, la compagnie aérienne russe à bas prix Utair lui a confié l'entretien de sa flotte de 737 ; actuellement plus de 50 Boeing 737 par an effectuent leurs vérifications de catégorie C uniquement dans les installations d'Aerostar. De même, la société a également fourni des services MRO aux opérateurs de la famille Airbus A320.